# Chris Douglas-Roberts
Chris Douglas-Roberts (ur. 8 stycznia 1987 w Detroit) – amerykański koszykarz, występujący na pozycjach rzucającego obrońcy lub niskiego skrzydłowego.

## Osiągnięcia
Na podstawie, o ile nie zaznaczono inaczej.
NCAA
- Finalista NCAA (2008)¹[3]
- Uczestnik rozgrywek Elite Eight turnieju NCAA (2006–2008)¹
- Mistrz:
  - turnieju konferencji USA (C–USA – 2006–2008)¹
  - sezonu regularnego C–USA (2006–2008)¹
- Zawodnik roku konferencji USA (2008)[4]
- MVP:
  - turnieju Konferencji USA (2007)
  - spotkania Coaches vs. Classic (2008)
- Zaliczony do:
  - I składu:
    - All-American (2008)
    - NCAA Final Four (AP – 2008)[5]
    - C-USA (2007, 2008)
    - pierwszoroczniaków konferencji USA (2006)
    - turnieju:
      - konferencji USA (2007, 2008)
      - EA Sports Maui Invitational (2006)
      - NCAA All-South Region (2007)
      - Coaches vs. Classic (2008)

  - składu Honorable Mention All-American (2007)

Indywidualne
- Uczestnik meczu gwiazd (2012)
- Lider D-League w skuteczności rzutów wolnych (2016)

¹ – NCAA anulowała osiągnięcia zespołu Memphis Tigers z sezonu 2007/2008.